# Acanthodica chiripa
Acanthodica chiripa là một loài bướm đêm thuộc họ Noctuidae. Loài này có ở Ecuador.